# 圣吉勒迪默内
圣吉勒迪默内（法語：Saint-Gilles-du-Mené，法語發音：[sɛ̃ ʒil dy məne]）是法国阿摩尔滨海省的一个旧市镇，原属圣布里厄区。2016年1月1日，圣吉勒迪默内和相邻的另外6个市镇合并成为新市镇勒默内，改属圣布里厄区。

## 地理
圣吉勒迪默内（48°14'53"N, 2°32'53"W）面积12.92 平方千米，位于法国布列塔尼大區阿摩尔滨海省，该省份为法国西北部沿海省份，位于布列塔尼半岛北部，北濒大西洋英吉利海峡，西接菲尼斯泰尔省，南至莫尔比昂省，东临伊勒-维莱讷省。
与圣吉勒迪默内接壤的市镇（或旧市镇、城区）包括：洛尔南、普莱梅、普莱萨拉、圣古埃诺、圣雅屈迪默内。
圣吉勒迪默内的时区为UTC+01:00、UTC+02:00（夏令时）。

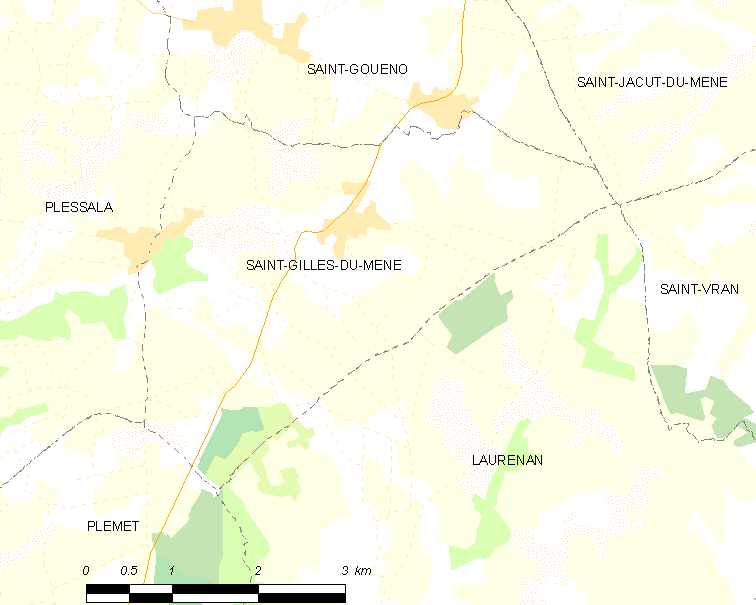
圣吉勒迪默内的OSM定位图

## 行政
圣吉勒迪默内的邮政编码为22330，INSEE市镇编码为22292。

## 政治
圣吉勒迪默内所属的省级选区为普莱内瑞贡县。

## 人口

1962-2008年间圣吉勒迪默内人口变化图示

圣吉勒迪默内于2018年1月1日时的人口数量为448人。